# 德格察鄉
46°56′N 27°11′E / 46.933°N 27.183°E
德格察鄉（羅馬尼亞語：Comuna Dagâța, Iași），是羅馬尼亞的鄉份，位於該國東北部，由雅西縣負責管轄，面積33平方公里，海拔高度191米，2007年人口4,887，人口密度每平方公里149人。